# Tringa
Tringa är ett släkte med vadare inom familjen snäppor. De häckar främst vid sötvatten i tempererade områden på norra halvklotet.

## Systematik

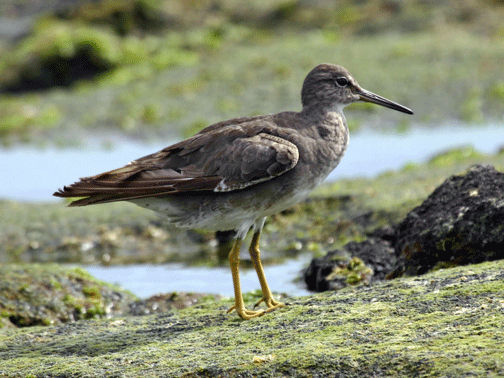
Amerikansk gråsnäppa (Tringa incana), tidigare placerad i släktet Heteroscelus

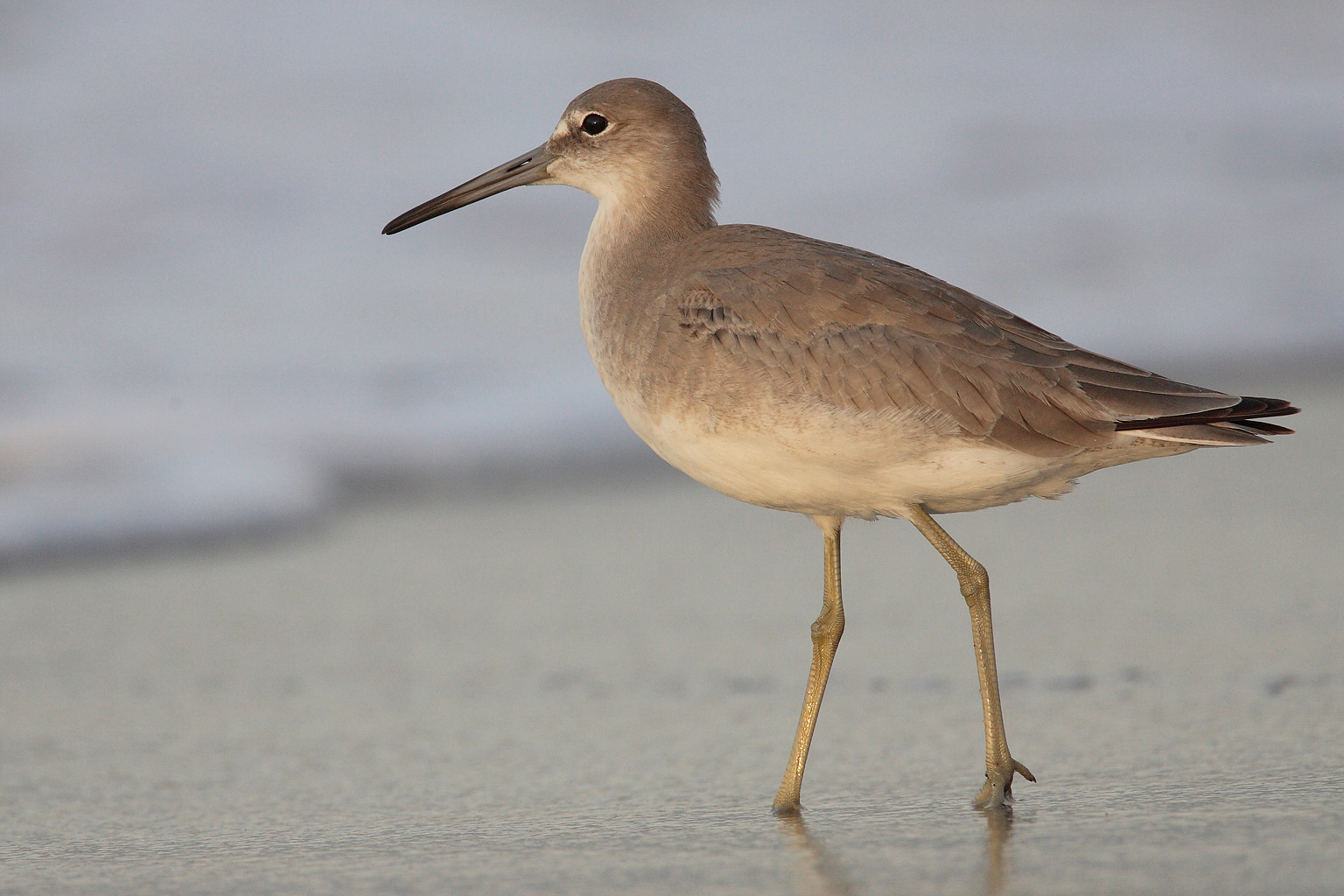
Willet (Tringa semipalmata), tidigare placerad i det egna släktet Catoptrophorus

Arterna i släktet Tringa är närmast besläktade med snäppor i släktena Actitis och Xenus, vilka tidigare även slagits samman med släktet Tringa. Även simsnäpporna i Phalaropus tillhör samma grupp.. 
Släktet delades tidigare upp i två grupper, Tringa och Totanus, antingen som undersläkten eller som två egna släkten. DNA-studier visar att denna uppdelning är felaktig och att den senare gruppen helt enkelt bara slår samman ett antal mer eller mindre närbesläktade och apomorfa (det vill säga specialiserade) arter. Morfologiska karaktärer, exempelvis gaffelbenet och bäckenbenet har utvecklats genom konvergent evolution och att dessa likheter inte är indikationer på nära släktskap. 
På samma sätt uppvisar mycket närbesläktade arter kraftigt skiftande benfärg. Exempelvis syns detta hos svartsnäppa, större gulbena och gluttsnäppa som är varandras närmaste släktingar, men har alla tre olika benfärg. Omvänt är större gulbena och mindre gulbena inte närmast släkt som man tidigare trott. Den molekylära fylogenin visar istället att fältkännetecken som storlek, mönster på fjäderdräkten och deras generella biotopval är de bästa indikatorerna på det evolutionära släktskapet inom denna grupp. 
DNA-studier visar också att den avvikande willet (tidigare ensam art i släktet Catoptrophorus) och gråsnäpporna i Heteroscelus är en del av Tringa.
Ett äldre svenskt namn som användes för vissa arter i både Tringa och Calidris var strandvipor.

## Arter i taxonomisk ording
Arter inom släktet i taxonomisk ordning:
- Skogssnäppa (Tringa ochropus)
- Amerikansk skogssnäppa (Tringa solitaria)
- Amerikansk gråsnäppa (Tringa incana) – tidigare Heteroscelus incanus
- Sibirisk gråsnäppa (Tringa brevipes) – tidigare i Heteroscelus
- Dammsnäppa (Tringa stagnatilis)
- Grönbena (Tringa glareola)
- Rödbena (Tringa totanus)
- Mindre gulbena (Tringa flavipes)
- Trädsnäppa  (Tringa guttifer)
- Willet (Tringa semipalmata) – tidigare Catoptrophorus semipalmatus
- Svartsnäppa (Tringa erythropus)
- Gluttsnäppa (Tringa nebularia)
- Större gulbena (Tringa melanoleuca)

### Fossila fynd
Man känner till flera fossil av Tringa-snäppor från och med miocen, eller kanske till och med så långt tillbaka som eocen/oligocen (33–30 miljoner år sedan), vilket är mycket tidigare än merparten av idag existerande släkten av fåglar. Det är emellertid osäkert huruvida det äldsta kända Tringa-fossilet, Tringa edwardsi, verkligen tillhör det nuvarande släktet Tringa, eller om det är en anfader som ska ses som en distinkt form vilken bör placeras i ett eget släkte. Man brukar annars placera uppkomsten av Tringa-Actitis-Xenus-Phalaropus till 22 miljoner år sedan (början av miocen). Denna högst sannolika datering indikerar att T. edwardsi inte hör till dagens släkte av Tringa. Molekylär datering indikerar att de idag kända utvecklingslinjerna uppstod för 20 till 5 miljoner år sedan. Det kända fossila materialet innehåller – visserligen bara som ofullständiga och mindre lämningar – uppenbara apomorfa Tringa och förmenta simsnäppor från cirka 23–22 miljoner år sedan, vilket indikerar att gruppen snäppor-simsnäppor redan hade utvecklats till sina idag samtida släkten kring tidig miocen. 
Biogeografin för både de levande såväl som de fossila fynden indikerar att Tringa har sitt ursprung i Eurasien. Exempelvis förekommer det extremt få fynd av Tringa-fossil i de väl undersökta Nordamerikanska utgrävningsplatserna. Tid och plats sammanfaller med försvinnandet av de sista spåren av Turgajhavet, och detta kan mycket väl utgöra den främsta orsaken till uppdelningen av de olika kladerna inom gruppen snäppor-simsnäppor. Det ska dock tilläggas att arterna inom familjen snäppor är mycket lika rent osteologiskt och många av de fossila fynd av förmenta snäppor som gjordes tidigt behöver utvärderas igen..
- ?Tringa edwardsi (sen eocen/tidig oligocen i Mouillac[förtydliga], Frankrike)
- ?Tringa gracilis (tidig miocen i västra Centraleuropa) - Calidris?
- ?Tringa lartetianus (tidig miocen i Saint-Gérand-le-Puy, Frankrike)
- Tringa spp. (tidig miocen i Ravolzhausen, Tyskland - Tidig pleistocen i Europa)
- ?Tringa grivensis (mellersta miocen i Grive-Saint-Alban, Frankrike)
- ?Tringa majori (mellersta miocen i Grive-Saint-Alban, Frankrike
- ?Tringa minor (mellersta miocen i Grive-Saint-Alban, Frankrike) - omfattar även "Erolia" ennouchii; Calidris?
- ?Tringa grigorescui (mellersta miocen i Ciobăniţa, Rumänien)
- ?Tringa scarabellii (sen miocen i Senigallia, Italien)
- Tringa sp. 1 (sen miocen/tidig pliocen i Lee Creek Mine, USA)
- Tringa sp. 2 (sen miocen/tidig pliocen i Lee Creek Mine, USA)
- ?Tringa numenioides (tidig pliocen i Odessa, Ukraina)
- Tringa antiqua (sen pliocen i Meade County, USA)
- Tringa ameghini (sen pleistocen i Talara Tar Seeps, Peru)

"Tringa" hoffmanni förs numera till släktet Ludiortyx. Dess släktskap med Tringa är omdiskuterat, men arten är i varje fall inte en vadarfågel.

## Bildgalleri

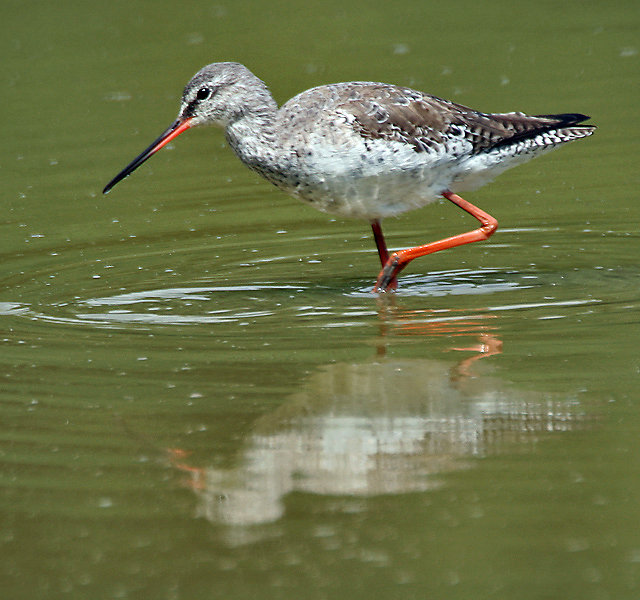
Benen på arterna inom släktet Tringa är antingen röda (svartsnäppa)...
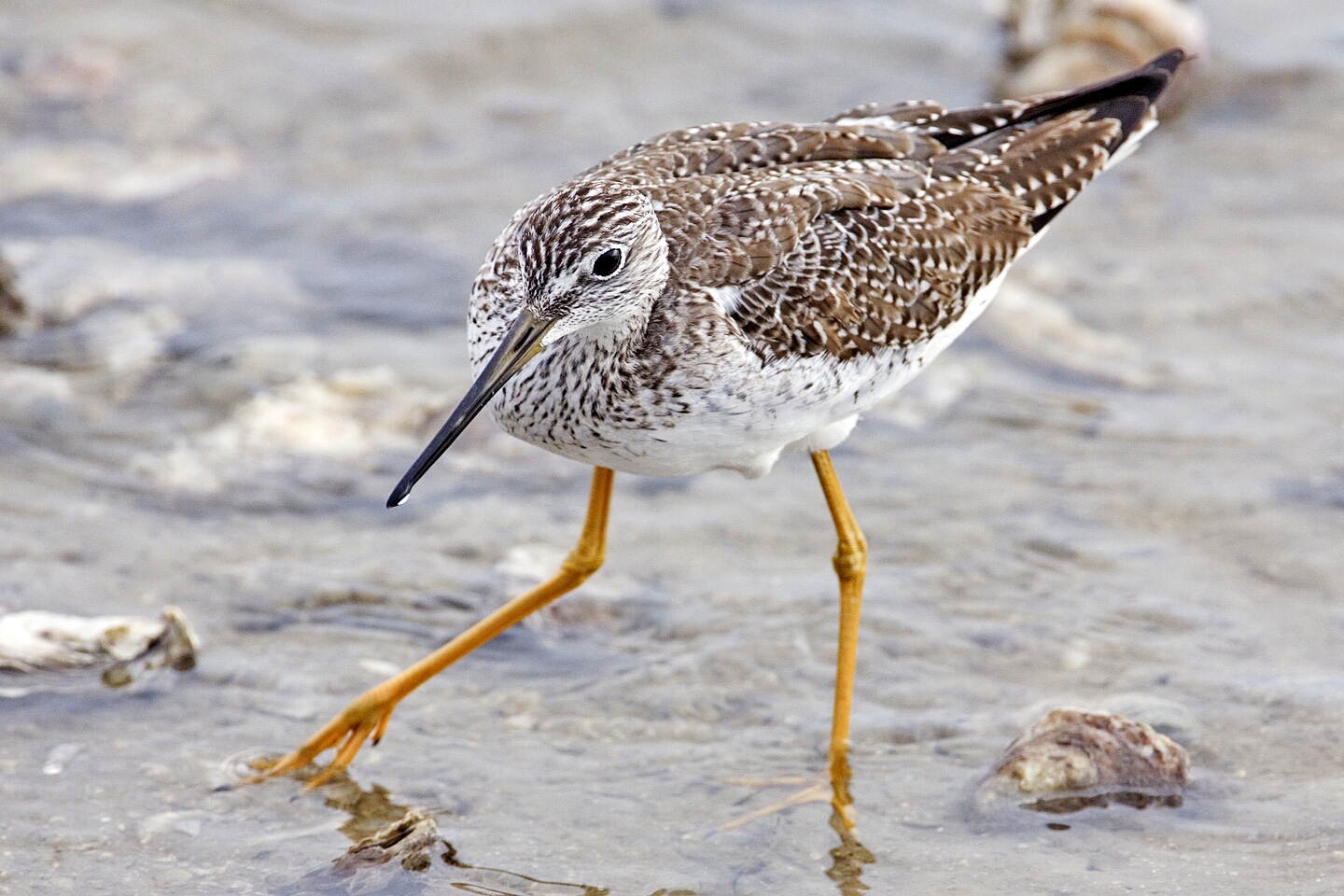
gula (mindre gulbena)...
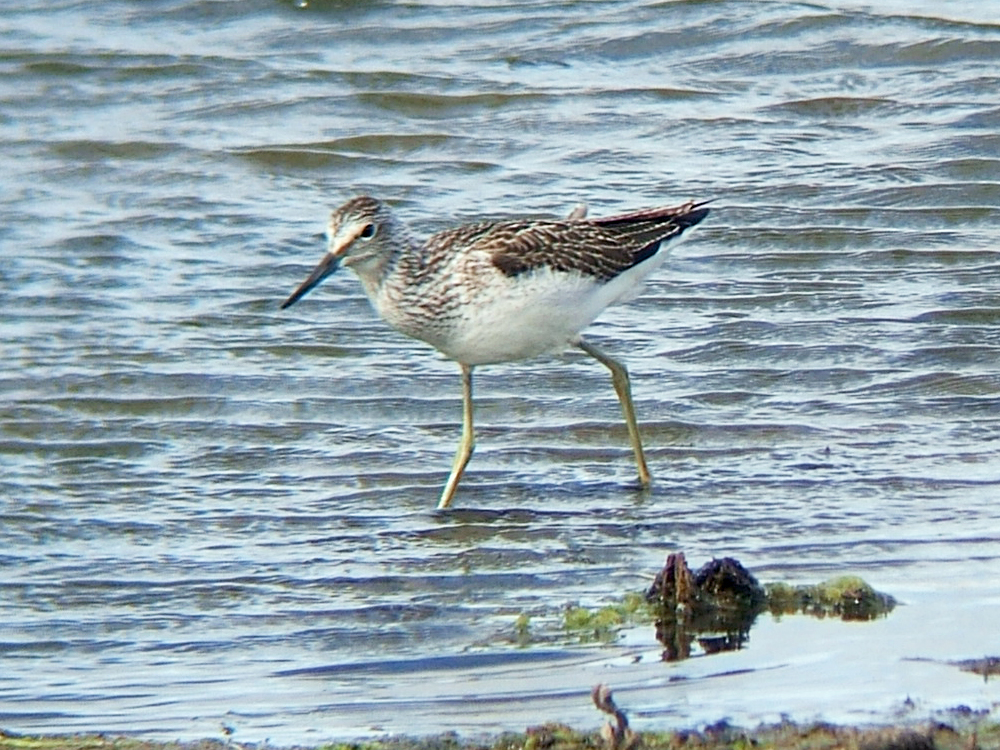
ljust gröna (gluttsnäppa)...
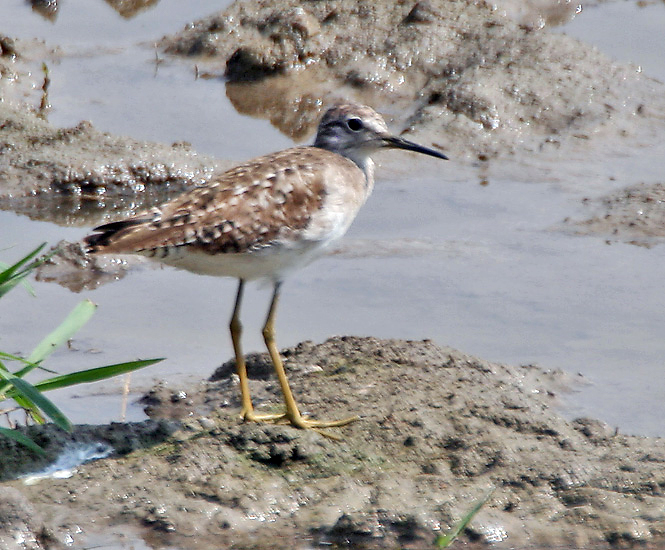
...eller ockrafärgade (grönbena)